# تئودور ا. ولتون
تئودور ا. ولتون (انگلیسی: Theodore A. Welton؛ ۴ ژوئیه ۱۹۱۸ – November 14, 2010) فیزیک‌دان اهل ایالات متحده آمریکا و از دانش‌آموختگان دانشگاه ایلینوی و  مؤسسه فناوری ماساچوست بود.